# Medaglia commemorativa della guerra italo-turca 1911-1912
La medaglia commemorativa della guerra italo-turca (1911-1912) fu una decorazione concessa dal Regno d'Italia a tutti coloro che avessero partecipato alla guerra italo-turca, istituita nel novembre 1912; divenuta obsoleta, fu abolita solo nel 2011.

## Storia e insegne
Il periodo delle operazioni che dava diritto a ricevere l'onorificenza andava dal 29 settembre 1911 (inizio del conflitto) al 18 ottobre 1912 quando l'Italia occupò la Libia, Rodi e le isole del Dodecaneso.
La medaglia era costituita da un disco d'argento di 32 mm di diametro recante sul diritto il volto di re Vittorio Emanuele III rivolto verso destra, attorno la legenda: "VITTORIO . EMANUELE . III. RE . D' . ITALIA". Sul retro si trovava la scritta "GUERRA ITALO-TURCA 1911-1912" attorniata da due rami d'alloro a corona. La medaglia venne coniata presso la zecca di Roma e venne firmata da Luigi Giorgi, incisore, oltre che da altre ditte che ne ottennero l'appalto di conio. Alcune di queste medaglie vennero realizzate in bronzo argentato.
- Il nastro era composto sei strisce blu alternate a cinque strisce rosso scuro.
- Le fascette bronzee da applicare sul nastro riportavano gli anni di campagna in cui si era prestato servizio. Le barrette erano consentite per gli anni: "1911", "1911-12", "1912" [senza fonte] e per alcuni casi erano autorizzate le fascette della Medaglia commemorativa delle Campagne di Libia, molto simile e che si differenzia solo per il motto. Il nastro delle due medaglie è identico.